# Coryphantha robustispina
Coryphantha robustispina là một loài thực vật có hoa trong họ Cactaceae. Loài này được (Schott ex Engelm.) Britton & Rose mô tả khoa học đầu tiên năm 1923.

## Hình ảnh

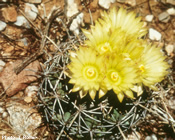